# Fußball-Weltmeisterschaft 1974/Qualifikation

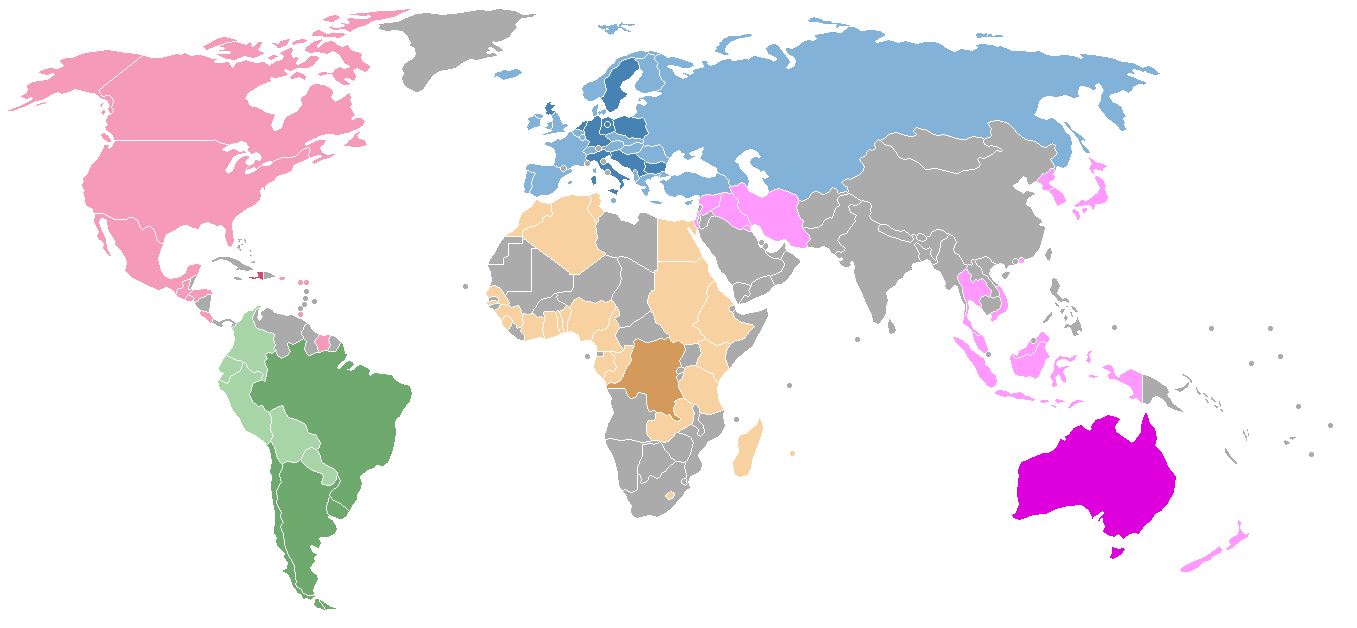
Teilnehmer der Qualifikation zur WM 1974

Für das Weltmeisterschaftsturnier 1974 in der Bundesrepublik Deutschland hatten insgesamt 99 Mannschaften gemeldet, darunter
- 33 Mannschaften aus Europa
- 10 Mannschaften aus Südamerika
- 14 Mannschaften aus Nord- und Mittelamerika
- 24 Mannschaften aus Afrika
- 18 Mannschaften aus Asien/Ozeanien

Da Titelverteidiger Brasilien und als Ausrichter die deutsche Fußballnationalmannschaft direkt qualifiziert waren und die WM-Endrunde mit 16 Mannschaften ausgetragen wurde, standen für die verbleibenden 97 Mannschaften 14 freie Endrundenplätze zur Verfügung. Für diese haben sich qualifiziert:
| 8 aus Europa                  | Schweden       | Italien        | Niederlande    | DDR            |
|                               | Polen          | Bulgarien      | Jugoslawien    | Schottland     |
| + 1 Gastgeber:                | BR Deutschland | BR Deutschland | BR Deutschland | BR Deutschland |
| 3 aus Südamerika              | Uruguay        | Argentinien    | Chile *        |                |
| + 1 Titelverteidiger:         | Brasilien      | Brasilien      | Brasilien      | Brasilien      |
| 1 aus Nord- und Mittelamerika | Haiti          |                |                |                |
| 1 aus Afrika                  | Zaire          |                |                |                |
| 1 aus Asien und Ozeanien      | Australien     |                |                |                |

* Chile wurde im interkontinentalen Play-off gegen die Mannschaft der Sowjetunion zum Sieger erklärt, da die UdSSR nicht in Chile antrat.
Obwohl Venezuela, Jamaika, Madagaskar, Gabun, Indien, Sri Lanka und die Philippinen nicht antraten, nahmen insgesamt 90 Mannschaften an den Qualifikationsspielen teil, was erneut einen Teilnehmerrekord bedeutete.

## Europäische Zone /UEFA
Aus Europa meldeten sich 32 Mannschaften für die Qualifikation zur WM 1974 an. Die BR Deutschland war als Gastgeber des Turniers automatisch qualifiziert. Die restlichen Mannschaften wurden in neun Gruppen aufgeteilt und zwar in fünf Gruppen à vier und vier Gruppen mit jeweils drei Mannschaften. Aus den Gruppen 1–8 qualifizierte sich jeweils der Erstplatzierte für die WM-Endrunde, der Sieger der Gruppe 9 musste zwei Play-off-Spiele gegen den Sieger der Südamerika-Gruppe 3 bestreiten.
Österreich scheiterte in Gruppe 1 gegen Schweden, die Schweiz scheiterte in Gruppe 2 an Italien. Die DDR gewann die Gruppe 4 und konnte sich vor Rumänien qualifizieren. In der Gruppe 3 qualifizierten sich die Niederlande erstmals seit 36 Jahren wieder für eine Weltmeisterschaft, jedoch nur aufgrund des besseren Torverhältnisses gegenüber Belgien. Die größte Überraschung gelang jedoch Polen. Der Olympiasieger von 1972 schaltete England aus. Somit musste der Weltmeister von 1966 erstmals seit seiner ersten Teilnahme im Jahr 1950 bei der WM zuschauen.

### Gruppe 1
Tabelle
| Pl. | Mannschaft | Sp. | S | U | N | Tore    | Diff. | Punkte |
| --- | ---------- | --- | - | - | - | ------- | ----- | ------ |
| 1.  | Schweden   | 6   | 3 | 2 | 1 | 015:800 | +7    | 08:40  |
| 2.  | Österreich | 6   | 3 | 2 | 1 | 014:700 | +7    | 08:40  |
| 3.  | Ungarn     | 6   | 2 | 4 | 0 | 012:700 | +5    | 08:40  |
| 4.  | Malta      | 6   | 0 | 0 | 6 | 001:200 | −19   | 0:12   |

Spielergebnisse
| 14.11.1971 | Valletta  | Malta      | – | Ungarn   | 0:2 (0:1) |
| 30.04.1972 | Wien      | Österreich | – | Malta    | 4:0 (3:0) |
| 06.05.1972 | Budapest  | Ungarn     | – | Malta    | 3:0 (1:0) |
| 25.05.1972 | Stockholm | Schweden   | – | Ungarn   | 0:0       |
| 10.06.1972 | Wien      | Österreich | – | Schweden | 2:0 (0:0) |
| 15.10.1972 | Wien      | Österreich | – | Ungarn   | 2:2 (0:2) |

#### Entscheidungsspiel
| Datum      |          | Ergebnis  |            | Ort           |
| ---------- | -------- | --------- | ---------- | ------------- |
| 27.11.1973 | Schweden | 2:1 (2:1) | Österreich | Gelsenkirchen |

### Gruppe 2
Tabelle
| Pl. | Mannschaft | Sp. | S | U | N | Tore    | Diff. | Punkte |
| --- | ---------- | --- | - | - | - | ------- | ----- | ------ |
| 1.  | Italien    | 6   | 4 | 2 | 0 | 012:000 | +12   | 10:20  |
| 2.  | Türkei     | 6   | 2 | 2 | 2 | 005:300 | +2    | 06:60  |
| 3.  | Schweiz    | 6   | 2 | 2 | 2 | 002:400 | −2    | 06:60  |
| 4.  | Luxemburg  | 6   | 1 | 0 | 5 | 002:140 | −12   | 02:10  |

Spielergebnisse
| 07.10.1972 | Luxemburg | Luxemburg | – | Italien   | 0:4 (0:3) |
| 21.10.1972 | Bern      | Schweiz   | – | Italien   | 0:0       |
| 22.10.1972 | Luxemburg | Luxemburg | – | Türkei    | 2:0 (2:0) |
| 10.12.1972 | Istanbul  | Türkei    | – | Luxemburg | 3:0 (2:0) |
| 13.01.1973 | Neapel    | Italien   | – | Türkei    | 0:0       |
| 25.02.1973 | Istanbul  | Türkei    | – | Italien   | 0:1 (0:1) |

### Gruppe 3
Tabelle
| Pl. | Mannschaft  | Sp. | S | U | N | Tore    | Diff. | Punkte |
| --- | ----------- | --- | - | - | - | ------- | ----- | ------ |
| 1.  | Niederlande | 6   | 4 | 2 | 0 | 024:200 | +22   | 10:20  |
| 2.  | Belgien     | 6   | 4 | 2 | 0 | 012:000 | +12   | 10:20  |
| 3.  | Norwegen    | 6   | 2 | 0 | 4 | 009:160 | −7    | 04:80  |
| 4.  | Island      | 6   | 0 | 0 | 6 | 002:290 | −27   | 0:12'  |

Spielergebnisse
| 18.05.1972 | Lüttich   | Belgien     | – | Island      | 4:0 (2:0) |
| 22.05.1972 | Brügge    | Island      | – | Belgien     | 0:4 (0:2) |
| 03.08.1972 | Oslo      | Norwegen    | – | Island      | 4:1 (0:0) |
| 04.10.1972 | Oslo      | Norwegen    | – | Belgien     | 0:2 (0:0) |
| 01.11.1972 | Rotterdam | Niederlande | – | Norwegen    | 9:0 (1:0) |
| 19.11.1972 | Antwerpen | Belgien     | – | Niederlande | 0:0       |

### Gruppe 4
Tabelle
| Pl. | Mannschaft | Sp. | S | U | N | Tore    | Diff. | Punkte |
| --- | ---------- | --- | - | - | - | ------- | ----- | ------ |
| 1.  | DDR        | 6   | 5 | 0 | 1 | 018:300 | +15   | 10:20  |
| 2.  | Rumänien   | 6   | 4 | 1 | 1 | 017:400 | +13   | 09:30  |
| 3.  | Finnland   | 6   | 1 | 1 | 4 | 003:210 | −18   | 03:90  |
| 4.  | Albanien   | 6   | 1 | 0 | 5 | 003:130 | −10   | 02:10  |

Spielergebnisse
| 21.06.1972 | Helsinki  | Finnland | – | Albanien | 1:0 (1:0) |
| 20.09.1972 | Helsinki  | Finnland | – | Rumänien | 1:1 (0:0) |
| 07.10.1972 | Dresden   | DDR      | – | Finnland | 5:0 (0:0) |
| 29.10.1972 | Bukarest  | Rumänien | – | Albanien | 2:0 (2:0) |
| 08.04.1973 | Magdeburg | DDR      | – | Albanien | 2:0 (0:0) |
| 06.05.1973 | Tirana    | Albanien | – | Rumänien | 1:4 (0:2) |

### Gruppe 5
Tabelle
| Pl. | Mannschaft | Sp. | S | U | N | Tore    | Diff. | Punkte |
| --- | ---------- | --- | - | - | - | ------- | ----- | ------ |
| 1.  | Polen      | 4   | 2 | 1 | 1 | 006:300 | +3    | 05:30  |
| 2.  | England    | 4   | 1 | 2 | 1 | 003:400 | −1    | 04:40  |
| 3.  | Wales      | 4   | 1 | 1 | 2 | 003:500 | −2    | 03:50  |

Spielergebnisse
| 15.11.1972 | Cardiff | Wales   | – | England | 0:1 (0:1) |
| 24.01.1973 | London  | England | – | Wales   | 1:1 (1:1) |
| 28.03.1973 | Cardiff | Wales   | – | Polen   | 2:0 (0:0) |

### Gruppe 6
Tabelle
| Pl. | Mannschaft | Sp. | S | U | N | Tore    | Diff. | Punkte |
| --- | ---------- | --- | - | - | - | ------- | ----- | ------ |
| 1.  | Bulgarien  | 6   | 4 | 2 | 0 | 013:300 | +10   | 10:20  |
| 2.  | Portugal   | 6   | 2 | 3 | 1 | 010:600 | +4    | 07:50  |
| 3.  | Nordirland | 6   | 1 | 3 | 2 | 005:600 | −1    | 05:70  |
| 4.  | Zypern     | 6   | 1 | 0 | 5 | 001:140 | −13   | 02:10  |

Spielergebnisse
| 29.03.1972 | Lissabon | Portugal   | – | Zypern     | 4:0 (2:0) |
| 10.05.1972 | Nikosia  | Zypern     | – | Portugal   | 0:1 (0:0) |
| 18.10.1972 | Sofia    | Bulgarien  | – | Nordirland | 3:0 (1:0) |
| 19.11.1972 | Lysi     | Zypern     | – | Bulgarien  | 0:4 (0:3) |
| 14.02.1973 | Nikosia  | Zypern     | – | Nordirland | 1:0 (0:0) |
| 28.03.1973 | Coventry | Nordirland | – | Portugal   | 1:1 (0:1) |

### Gruppe 7
Tabelle
| Pl. | Mannschaft   | Sp. | S | U | N | Tore    | Diff. | Punkte |
| --- | ------------ | --- | - | - | - | ------- | ----- | ------ |
| 1.  | Jugoslawien  | 4   | 2 | 2 | 0 | 007:400 | +3    | 06:20  |
| 2.  | Spanien      | 4   | 2 | 2 | 0 | 008:500 | +3    | 06:20  |
| 3.  | Griechenland | 4   | 0 | 0 | 4 | 005:110 | −6    | 0:80   |

Spielergebnisse
| 19.10.1972 | Las Palmas | Spanien      | – | Jugoslawien  | 2:2 (1:0) |
| 19.11.1972 | Belgrad    | Jugoslawien  | – | Griechenland | 1:0 (1:0) |
| 17.01.1973 | Athen      | Griechenland | – | Spanien      | 2:3 (0:1) |

#### Entscheidungsspiel
| Datum      |             | Ergebnis  |         | Ort               |
| ---------- | ----------- | --------- | ------- | ----------------- |
| 13.02.1974 | Jugoslawien | 1:0 (1:0) | Spanien | Frankfurt am Main |

### Gruppe 8
Tabelle
| Pl. | Mannschaft       | Sp. | S | U | N | Tore    | Diff. | Punkte |
| --- | ---------------- | --- | - | - | - | ------- | ----- | ------ |
| 1.  | Schottland       | 4   | 3 | 0 | 1 | 008:300 | +5    | 06:20  |
| 2.  | Tschechoslowakei | 4   | 2 | 1 | 1 | 009:300 | +6    | 05:30  |
| 3.  | Dänemark         | 4   | 0 | 1 | 3 | 002:130 | −11   | 01:70  |

Spielergebnisse
| 18.10.1972 | Kopenhagen | Dänemark   | – | Schottland       | 1:4 (1:2) |
| 15.11.1972 | Glasgow    | Schottland | – | Dänemark         | 2:0 (1:0) |
| 02.05.1973 | Kopenhagen | Dänemark   | – | Tschechoslowakei | 1:1 (1:1) |

### Gruppe 9
Tabelle
| Pl. | Mannschaft  | Sp. | S | U | N | Tore    | Diff. | Punkte |
| --- | ----------- | --- | - | - | - | ------- | ----- | ------ |
| 1.  | Sowjetunion | 4   | 3 | 0 | 1 | 005:200 | +3    | 06:20  |
| 2.  | Irland      | 4   | 1 | 1 | 2 | 004:500 | −1    | 03:50  |
| 3.  | Frankreich  | 4   | 1 | 1 | 2 | 003:500 | −2    | 03:50  |

Spielergebnisse
| 13.10.1972 | Paris  | Frankreich | – | Sowjetunion | 1:0 (0:0) |
| 18.10.1972 | Dublin | Irland     | – | Sowjetunion | 1:2 (0:0) |
| 15.11.1972 | Dublin | Irland     | – | Frankreich  | 2:1 (1:0) |

Die Sowjetunion qualifizierte sich somit für die Play-off-Spiele gegen Chile.

## Südamerikanische Zone/CONMEBOL
Neun Mannschaften meldeten sich zur Qualifikation. Brasilien war als Titelverteidiger automatisch qualifiziert. Die übrigen Mannschaften wurden in drei Gruppen eingeteilt, zwei Gruppen umfassten drei Mannschaften, die Gruppe 3 nur zwei Mannschaften. Deren Sieger musste noch gegen den Sieger der Europa-Gruppe 9 antreten. Venezuela zog seine Meldung zurück. Es qualifizierten sich Uruguay, Argentinien und Chile.

### Gruppe 1
Tabelle
| Pl. | Mannschaft | Sp. | S | U | N | Tore    | Diff. | Punkte |
| --- | ---------- | --- | - | - | - | ------- | ----- | ------ |
| 1.  | Uruguay    | 4   | 2 | 1 | 1 | 006:200 | +4    | 05:30  |
| 2.  | Kolumbien  | 4   | 2 | 1 | 1 | 003:200 | +1    | 05:30  |
| 3.  | Ecuador    | 4   | 0 | 2 | 2 | 003:800 | −5    | 02:60  |

Spielergebnisse
| 21.06.1973 | Bogotá    | Kolumbien | – | Ecuador   | 1:1 (1:0) |
| 24.06.1973 | Bogotá    | Kolumbien | – | Uruguay   | 0:0       |
| 28.06.1973 | Guayaquil | Ecuador   | – | Kolumbien | 1:1 (1:0) |

### Gruppe 2
Tabelle
| Pl. | Mannschaft  | Sp. | S | U | N | Tore    | Diff. | Punkte |
| --- | ----------- | --- | - | - | - | ------- | ----- | ------ |
| 1.  | Argentinien | 4   | 3 | 1 | 0 | 009:200 | +7    | 07:10  |
| 2.  | Paraguay    | 4   | 2 | 1 | 1 | 008:500 | +3    | 05:30  |
| 3.  | Bolivien    | 4   | 0 | 0 | 4 | 001:110 | −10   | 0:80   |

Spielergebnisse
| 02.09.1973 | La Paz       | Bolivien    | – | Paraguay    | 1:2 (1:1) |
| 09.09.1973 | Buenos Aires | Argentinien | – | Bolivien    | 4:0 (2:0) |
| 16.09.1973 | Asunción     | Paraguay    | – | Argentinien | 1:1 (1:1) |

### Gruppe 3
Tabelle
| 1. | Chile     | 2             | 1             | 0             | 1             | 002:200       | ±0            | 02:20         |               |               |
| 1. | Peru      | 2             | 1             | 0             | 1             | 002:200       | ±0            | 02:20         |               |               |
|    | Venezuela | zurückgezogen | zurückgezogen | zurückgezogen | zurückgezogen | zurückgezogen | zurückgezogen | zurückgezogen | zurückgezogen | zurückgezogen |

Spielergebnisse
| 29.04.1973 | Lima | Peru | – | Chile | 2:0 (1:0) |

#### Entscheidungsspiel
| Datum      |       | Ergebnis  |      | Ort        |
| ---------- | ----- | --------- | ---- | ---------- |
| 05.08.1973 | Chile | 2:1 (1:1) | Peru | Montevideo |

## Nord-, Zentralamerikanische und Karibische Zone/CONCACAF
Die 14 gemeldeten Mannschaften wurden in der Ersten Runde zunächst in sechs Gruppen eingeteilt (zwei Gruppen mit drei und vier Gruppen mit zwei Mannschaften). Die jeweiligen Gruppensieger spielten anschließend in einer Gruppe in der Zweiten Runde, die in Port-au-Prince in Haiti stattfand, um den Gruppensieg und die Qualifikation für die WM-Endrunde in Deutschland. Gastgeber Haiti konnte sich durchsetzen und für die Weltmeisterschaft qualifizieren.

### Erste Runde

#### Gruppe 1
Tabelle
| Pl. | Mannschaft | Sp. | S | U | N | Tore    | Diff. | Punkte |
| --- | ---------- | --- | - | - | - | ------- | ----- | ------ |
| 1.  | Mexiko     | 4   | 4 | 0 | 0 | 008:300 | +5    | 08:0   |
| 2.  | Kanada     | 4   | 1 | 1 | 2 | 006:700 | −1    | 03:50  |
| 3.  | USA        | 4   | 0 | 1 | 3 | 006:100 | −4    | 01:70  |

Spielergebnisse
| 20.08.1972 | St. John’s | Kanada | – | USA    | 3:2 (2:0) |
| 24.08.1972 | Toronto    | Kanada | – | Mexiko | 0:1 (0:0) |
| 29.08.1972 | Baltimore  | USA    | – | Kanada | 2:2 (2:1) |

#### Gruppe 2
| Datum      |             | Ergebnis  |             | Ort             |
| ---------- | ----------- | --------- | ----------- | --------------- |
| 03.12.1972 | Guatemala   | 1:0 (0:0) | El Salvador | Guatemala-Stadt |
| 10.12.1972 | El Salvador | 0:1 (0:0) | Guatemala   | San Salvador    |
| Gesamt:    | Guatemala   | 2:0       | El Salvador |                 |

#### Gruppe 3
| Datum      |            | Ergebnis  |            | Ort         |
| ---------- | ---------- | --------- | ---------- | ----------- |
| 03.12.1972 | Honduras   | 2:1 (1:1) | Costa Rica | Tegucigalpa |
| 10.12.1972 | Costa Rica | 3:3 (1:0) | Honduras   | San José    |
| Gesamt:    | Honduras   | 5:4       | Costa Rica |             |

#### Gruppe 4
|                          | Ergebnis |                       |
| ------------------------ | -------- | --------------------- |
| Niederländische Antillen |          | Jamaika zurückgezogen |

#### Gruppe 5
| Datum      |             | Ergebnis  |             | Ort            |
| ---------- | ----------- | --------- | ----------- | -------------- |
| 15.04.1972 | Haiti       | 7:0 (5:0) | Puerto Rico | Port-au-Prince |
| 23.04.1972 | Puerto Rico | 0:5 (0:2) | Haiti       | San Juan       |
| Gesamt:    | Haiti       | 12:00     | Puerto Rico |                |

#### Gruppe 6
Tabelle
| Pl. | Mannschaft             | Sp. | S | U | N | Tore    | Diff. | Punkte |
| --- | ---------------------- | --- | - | - | - | ------- | ----- | ------ |
| 1.  | Trinidad und Tobago    | 4   | 3 | 1 | 0 | 016:400 | +12   | 07:10  |
| 2.  | Niederländisch-Guayana | 4   | 2 | 1 | 1 | 011:400 | +7    | 05:30  |
| 3.  | Antigua und Barbuda    | 4   | 0 | 0 | 4 | 003:220 | −19   | 0:80   |

Spielergebnisse
| 10.11.1972 | Port of Spain | Trinidad & Tobago | – | Antigua & Barbuda | 11:1 (4:1) |
| 19.11.1972 | St. John’s    | Antigua & Barbuda | – | Trinidad & Tobago | 01:2 (0:2) |
| 28.11.1972 | Port of Spain | Trinidad & Tobago | – | Suriname          | 02:1 (0:0) |

### Zweite Runde
Die Zweite Runde wurde in Port-au-Prince in Haiti ausgetragen.
Tabelle
| Pl. | Mannschaft               | Sp. | S | U | N | Tore    | Diff. | Punkte |
| --- | ------------------------ | --- | - | - | - | ------- | ----- | ------ |
| 1.  | Haiti                    | 5   | 4 | 0 | 1 | 008:300 | +5    | 08:20  |
| 2.  | Trinidad und Tobago      | 5   | 2 | 2 | 1 | 011:400 | +7    | 06:40  |
| 3.  | Mexiko                   | 5   | 2 | 2 | 1 | 010:500 | +5    | 06:40  |
| 4.  | Honduras                 | 5   | 1 | 3 | 1 | 006:600 | ±0    | 05:50  |
| 5.  | Guatemala                | 5   | 0 | 3 | 2 | 004:600 | −2    | 03:70  |
| 6.  | Niederländische Antillen | 5   | 0 | 2 | 3 | 004:190 | −15   | 02:80  |

Spielergebnisse
| 29.11.1973 | Honduras             | – | Trinidad & Tobago    | 2:1 (1:0) |
| 30.11.1973 | Mexiko               | – | Guatemala            | 0:0       |
| 01.12.1973 | Haiti                | – | Niederländ. Antillen | 3:0 (2:0) |
| 03.12.1973 | Honduras             | – | Mexiko               | 1:1 (0:0) |
| 04.12.1973 | Haiti                | – | Trinidad & Tobago    | 2:1 (1:1) |
| 05.12.1973 | Niederländ. Antillen | – | Guatemala            | 2:2 (1:1) |
| 07.12.1973 | Haiti                | – | Honduras             | 1:0 (0:0) |
| 08.12.1973 | Mexiko               | – | Niederländ. Antillen | 8:0 (4:0) |

## Asiatische Zone/AFCund Ozeanische Zone/OFC
Insgesamt meldeten 14 asiatische Mannschaften für die WM-Qualifikation. Hinzu kamen mit Australien und Neuseeland zwei Mannschaften aus der Ozeanischen Zone.
Zunächst wurden die 16 Teilnehmer in vier Gruppen (A–D) mit jeweils vier Mannschaften aufgeteilt. Da die Philippinen auf die Teilnahme verzichteten, umfasste die Gruppe A nur drei Mannschaften. Anschließend spielten die Gruppensieger und Zweitplatzierten der Gruppen A und B im Halbfinale und Finale einen Endspielteilnehmer aus. Aus den Gruppen C und D spielten nur die Gruppensieger um die Endspielteilnahme. Der Sieger der Entscheidungsspiele qualifizierte sich schließlich für die WM-Endrunde.

### Gruppen A und B
Alle Spiele fanden in der südkoreanischen Hauptstadt Seoul statt.

#### Gruppenzuordnungsspiele
| Datum      |            | Ergebnis  |                          |
| ---------- | ---------- | --------- | ------------------------ |
| 16.05.1973 | Südvietnam | 1:0 (0:0) | Thailand                 |
| 16.05.1973 | Hongkong   | 1:0 (0:0) | Malaysia                 |
| 17.05.1973 | Israel     | 2:1 (1:1) | Japan                    |
|            | Südkorea   |           | Philippinen verzichteten |

#### Gruppe A
Tabelle
| Pl. | Mannschaft | Sp. | S | U | N | Tore    | Diff. | Punkte |
| --- | ---------- | --- | - | - | - | ------- | ----- | ------ |
| 1.  | Hongkong   | 2   | 2 | 0 | 0 | 002:000 | +2    | 04:0   |
| 2.  | Japan      | 2   | 1 | 0 | 1 | 004:100 | +3    | 02:20  |
| 3.  | Südvietnam | 2   | 0 | 0 | 2 | 000:500 | −5    | 0:40   |

Spielergebnisse
| 20.05.1973 | Japan    | – | Südvietnam | 4:0 (2:0) |
| 22.05.1973 | Hongkong | – | Südvietnam | 1:0 (0:0) |

#### Gruppe B
Tabelle
| Pl. | Mannschaft | Sp. | S | U | N | Tore    | Diff. | Punkte |
| --- | ---------- | --- | - | - | - | ------- | ----- | ------ |
| 1.  | Israel     | 3   | 2 | 1 | 0 | 009:000 | +9    | 05:10  |
| 2.  | Südkorea   | 3   | 1 | 2 | 0 | 004:000 | +4    | 04:20  |
| 3.  | Malaysia   | 3   | 1 | 1 | 1 | 002:300 | −1    | 03:30  |
| 4.  | Thailand   | 3   | 0 | 0 | 3 | 000:120 | −12   | 0:60   |

Spielergebnisse
| 19.05.1973 | Südkorea | – | Thailand | 4:0 (0:0) |
| 19.05.1973 | Israel   | – | Malaysia | 3:0 (0:0) |
| 21.05.1973 | Südkorea | – | Malaysia | 0:0       |

#### Halbfinale
| Datum      |          | Ergebnis  |          |
| ---------- | -------- | --------- | -------- |
| 26.05.1973 | Südkorea | 3:1 (1:1) | Hongkong |
| 26.05.1973 | Israel   | 1:0 n. V. | Japan    |

#### Finale
| Datum      |          | Ergebnis  |        |
| ---------- | -------- | --------- | ------ |
| 28.05.1973 | Südkorea | 1:0 n. V. | Israel |

Südkorea qualifizierte sich somit für die Entscheidungsspiele gegen den Sieger der Gruppen C und D.

### Gruppen C und D

#### Gruppe C
Alle Spiele der Gruppe C wurden in Teheran im Iran ausgetragen.
 Indien verzichtete auf die Teilnahme. An deren Stelle wurde am 24. März 1973 (fast zwei Jahre nach Meldeschluss) Nordkorea von der FIFA zugelassen.
Tabelle
| Pl. | Mannschaft | Sp. | S | U | N | Tore    | Diff. | Punkte |
| --- | ---------- | --- | - | - | - | ------- | ----- | ------ |
| 1.  | Iran       | 6   | 4 | 1 | 1 | 007:300 | +4    | 09:30  |
| 2.  | Syrien     | 6   | 3 | 1 | 2 | 006:600 | ±0    | 07:50  |
| 3.  | Nordkorea  | 6   | 1 | 3 | 2 | 005:500 | ±0    | 05:70  |
| 4.  | Kuwait     | 6   | 1 | 1 | 4 | 004:800 | −4    | 03:90  |

Spielergebnisse
| 04.05.1973 | Iran      | – | Nordkorea | 0:0       |
| 04.05.1973 | Syrien    | – | Kuwait    | 2:1 (0:0) |
| 06.05.1973 | Nordkorea | – | Syrien    | 1:1 (0:0) |
| 06.05.1973 | Iran      | – | Kuwait    | 2:1 (1:0) |
| 08.05.1973 | Kuwait    | – | Nordkorea | 0:0       |
| 08.05.1973 | Iran      | – | Syrien    | 1:0 (0:0) |

#### Gruppe D
Die Spiele der Gruppe D fanden in Australien statt – mit Ausnahme der Partie Neuseeland – Australien, die in Neuseeland ausgetragen wurde.
Tabelle
| Pl. | Mannschaft | Sp. | S | U | N | Tore    | Diff. | Punkte |
| --- | ---------- | --- | - | - | - | ------- | ----- | ------ |
| 1.  | Australien | 6   | 3 | 3 | 0 | 015:600 | +9    | 09:30  |
| 2.  | Irak       | 6   | 3 | 2 | 1 | 011:600 | +5    | 08:40  |
| 3.  | Indonesien | 6   | 1 | 2 | 3 | 006:130 | −7    | 04:80  |
| 4.  | Neuseeland | 6   | 0 | 3 | 3 | 005:120 | −7    | 03:90  |

Spielergebnisse
| 04.03.1973 | Auckland | Neuseeland | – | Australien | 1:1 (0:0) |
| 11.03.1973 | Sydney   | Australien | – | Irak       | 3:1 (0:0) |
| 11.03.1973 | Sydney   | Neuseeland | – | Indonesien | 1:1 (0:1) |
| 13.03.1973 | Sydney   | Australien | – | Indonesien | 2:1 (2:1) |
| 13.03.1973 | Sydney   | Irak       | – | Neuseeland | 2:0 (2:0) |
| 16.03.1973 | Sydney   | Australien | – | Neuseeland | 3:3 (3:1) |

#### Finale
| Datum      |            | Ergebnis  |            | Ort     |
| ---------- | ---------- | --------- | ---------- | ------- |
| 18.08.1973 | Australien | 3:0 (1:0) | Iran       | Sydney  |
| 24.08.1973 | Iran       | 2:0 (2:0) | Australien | Teheran |
| Gesamt:    | Australien | 3:2       | Iran       |         |

Australien nahm somit an den Entscheidungsspielen gegen den Sieger der Gruppen A und B teil.

### Entscheidungsspiele
| Datum      |            | Ergebnis  |            | Ort    |
| ---------- | ---------- | --------- | ---------- | ------ |
| 28.10.1973 | Australien | 0:0       | Südkorea   | Sydney |
| 10.11.1973 | Südkorea   | 2:2 (2:1) | Australien | Seoul  |
| Gesamt:    | Australien | 2:2       | Südkorea   |        |

Entscheidungsspiel
| Datum      |            | Ergebnis  |          | Ort      |
| ---------- | ---------- | --------- | -------- | -------- |
| 13.11.1973 | Australien | 1:0 (1:0) | Südkorea | Hongkong |

Damit qualifizierte sich Australien für die WM-Endrunde.

## Afrikanische Zone/CAF
Aus Afrika bewarben sich 24 Nationen um einen Endrundenplatz. Nachdem Madagaskar und Gambia zurückgezogen hatten, blieben 22 Mannschaften übrig. Die Qualifikation wurde zunächst in drei Runden im K.-o.-System gespielt, danach spielten die drei verbleibenden Mannschaften in einer Gruppe in Hin- und Rückspielen um die Qualifikation. Zaire konnte sich schließlich für die Endrunde der Weltmeisterschaft qualifizieren.

### Erste Runde

#### Gruppe 1
| Datum      |          | Ergebnis  |          | Ort     |
| ---------- | -------- | --------- | -------- | ------- |
| 02.03.1972 | Algerien | 1:0 (0:0) | Guinea   | Algier  |
| 12.03.1972 | Guinea   | 5:1 (2:0) | Algerien | Conakry |
| Gesamt:    | Algerien | 2:5       | Guinea   |         |

| Datum      |                | Ergebnis  |                | Ort      |
| ---------- | -------------- | --------- | -------------- | -------- |
| 15.10.1972 | Sierra Leone   | 0:1 (0:1) | Elfenbeinküste | Freetown |
| 29.10.1972 | Elfenbeinküste | 2:0 (1:0) | Sierra Leone   | Abidjan  |
| Gesamt:    | Sierra Leone   | 0:3       | Elfenbeinküste |          |

| Datum      |         | Ergebnis  |         | Ort    |
| ---------- | ------- | --------- | ------- | ------ |
| 19.11.1972 | Marokko | 0:0       | Senegal | Agadir |
| 03.12.1972 | Senegal | 1:2 (1:1) | Marokko | Dakar  |
| Gesamt:    | Marokko | 2:1       | Senegal |        |

| Datum      |          | Ergebnis  |          | Ort   |
| ---------- | -------- | --------- | -------- | ----- |
| 08.12.1972 | Ägypten  | 2:1 (1:0) | Tunesien | Kairo |
| 17.12.1972 | Tunesien | 2:0 (1:0) | Ägypten  | Tunis |
| Gesamt:    | Ägypten  | 2:3       | Tunesien |       |

#### Gruppe 2
| Datum      |       | Ergebnis  |       | Ort      |
| ---------- | ----- | --------- | ----- | -------- |
| 06.06.1972 | Togo  | 0:0       | Zaire | Lomé     |
| 20.06.1972 | Zaire | 4:0 (2:0) | Togo  | Kinshasa |
| Gesamt:    | Togo  | 0:4       | Zaire |          |

| Datum      |         | Ergebnis  |         | Ort     |
| ---------- | ------- | --------- | ------- | ------- |
| 18.06.1972 | Dahomey | 0:5 (0:3) | Ghana   | Cotonou |
| 02.07.1972 | Ghana   | 5:1 (2:0) | Dahomey | Kumasi  |
| Gesamt:    | Dahomey | 01:10     | Ghana   |         |

| Datum      |         | Ergebnis  |         | Ort         |
| ---------- | ------- | --------- | ------- | ----------- |
| 05.08.1972 | Nigeria | 2:1 (1:0) | Kongo   | Ibadan      |
| 15.08.1972 | Kongo   | 1:1 (0:1) | Nigeria | Brazzaville |
| Gesamt:    | Nigeria | 3:2       | Kongo   |             |

|         | Ergebnis |                   |
| ------- | -------- | ----------------- |
| Kamerun |          | Gabun verzichtete |

#### Gruppe 3
| Datum      |         | Ergebnis  |         | Ort    |
| ---------- | ------- | --------- | ------- | ------ |
| 30.04.1972 | Lesotho | 0:0       | Sambia  | Maseru |
| 04.06.1972 | Sambia  | 6:1 (3:1) | Lesotho | Ndola  |
| Gesamt:    | Lesotho | 1:6       | Sambia  |        |

| Datum      |       | Ergebnis  |       | Ort     |
| ---------- | ----- | --------- | ----- | ------- |
| 16.07.1972 | Kenia | 2:0 (1:0) | Sudan | Nairobi |
| 23.07.1972 | Sudan | 1:0 (1:0) | Kenia | Khartum |
| Gesamt:    | Kenia | 2:1       | Sudan |         |

| Datum      |           | Ergebnis  |           | Ort         |
| ---------- | --------- | --------- | --------- | ----------- |
| 25.11.1972 | Tansania  | 1:1 (0:1) | Äthiopien | Daressalam  |
| 03.12.1972 | Äthiopien | 0:0       | Tansania  | Addis Abeba |
| Gesamt:    | Tansania  | 1:1       | Äthiopien |             |

##### Entscheidungsspiel
| Datum      |           | Ergebnis  |          | Ort         |
| ---------- | --------- | --------- | -------- | ----------- |
| 10.12.1972 | Äthiopien | 3:0 (3:0) | Tansania | Addis Abeba |

|           | Ergebnis |                        |
| --------- | -------- | ---------------------- |
| Mauritius |          | Madagaskar verzichtete |

### Zweite Runde

#### Gruppe 1
| Datum      |                | Ergebnis  |                | Ort     |
| ---------- | -------------- | --------- | -------------- | ------- |
| 11.02.1973 | Tunesien       | 1:1 (0:1) | Elfenbeinküste | Tunis   |
| 25.02.1973 | Elfenbeinküste | 2:1 (1:1) | Tunesien       | Abidjan |
| 11.02.1973 | Tunesien       | 2:3       | Elfenbeinküste | Tunis   |

| Datum      |         | Ergebnis  |         | Ort     |
| ---------- | ------- | --------- | ------- | ------- |
| 11.02.1973 | Guinea  | 1:1 (1:1) | Marokko | Conakry |
| 25.02.1973 | Marokko | 2:0 (0:0) | Guinea  | Tétouan |
| 11.02.1973 | Guinea  | 1:3       | Marokko | Conakry |

#### Gruppe 2
| Datum      |         | Ergebnis  |         | Ort      |
| ---------- | ------- | --------- | ------- | -------- |
| 04.02.1973 | Kamerun | 0:1 (0:1) | Zaire   | Douala   |
| 25.02.1973 | Zaire   | 0:1 (0:1) | Kamerun | Kinshasa |
| Gesamt:    | Kamerun | 1:1       | Zaire   |          |

##### Entscheidungsspiel
| Datum      |       | Ergebnis  |         | Ort      |
| ---------- | ----- | --------- | ------- | -------- |
| 27.02.1973 | Zaire | 2:0 (1:0) | Kamerun | Kinshasa |

| Datum      |         | Ergebnis  |         | Ort   |
| ---------- | ------- | --------- | ------- | ----- |
| 10.02.1973 | Nigeria | 2:3 (2:1) | Ghana   | Lagos |
| 25.02.1973 | Ghana   | 0:0       | Nigeria | Accra |
| Gesamt:    | Nigeria | 2:3       | Ghana   |       |

#### Gruppe 3
| Datum      |           | Ergebnis  |           | Ort        |
| ---------- | --------- | --------- | --------- | ---------- |
| 10.12.1972 | Mauritius | 1:3 (1:1) | Kenia     | Port Louis |
| 17.12.1972 | Kenia     | 2:2 (0:2) | Mauritius | Nairobi    |
| Gesamt:    | Mauritius | 3:5       | Kenia     |            |

| Datum      |           | Ergebnis  |           | Ort         |
| ---------- | --------- | --------- | --------- | ----------- |
| 01.04.1973 | Äthiopien | 0:0       | Sambia    | Addis Abeba |
| 15.04.1973 | Sambia    | 4:2 (0:1) | Äthiopien | Lusaka      |
| Gesamt:    | Äthiopien | 2:4       | Sambia    |             |

### Dritte Runde

#### Gruppe 1
| Datum      |                | Ergebnis  |                | Ort     |
| ---------- | -------------- | --------- | -------------- | ------- |
| 20.05.1973 | Elfenbeinküste | 1:1 (0:1) | Marokko        | Abidjan |
| 03.06.1973 | Marokko        | 4:1 (2:1) | Elfenbeinküste | Tétouan |
| Gesamt:    | Elfenbeinküste | 2:5       | Marokko        |         |

#### Gruppe 2
| Datum      |       | Ergebnis  |       | Ort      |
| ---------- | ----- | --------- | ----- | -------- |
| 05.08.1973 | Ghana | 1:0 (1:0) | Zaire | Accra    |
| 19.08.1973 | Zaire | 4:1 (2:0) | Ghana | Kinshasa |
| Gesamt:    | Ghana | 2:4       | Zaire |          |

#### Gruppe 3
| Datum      |        | Ergebnis  |        | Ort     |
| ---------- | ------ | --------- | ------ | ------- |
| 12.08.1973 | Sambia | 2:0 (1:0) | Kenia  | Ndola   |
| 19.08.1973 | Kenia  | 2:2 (0:2) | Sambia | Nairobi |
| Gesamt:    | Sambia | 4:2       | Kenia  |         |

### Vierte Runde
Tabelle
| Pl. | Mannschaft | Sp. | S | U | N | Tore    | Diff. | Punkte |
| --- | ---------- | --- | - | - | - | ------- | ----- | ------ |
| 1.  | Zaire      | 4   | 4 | 0 | 0 | 009:100 | +8    | 08:0   |
| 2.  | Sambia     | 4   | 1 | 0 | 3 | 005:600 | −1    | 02:60  |
| 3.  | Marokko    | 4   | 1 | 0 | 3 | 002:900 | −7    | 02:60  |

Spielergebnisse
| 21.10.1973 | Lusaka   | Sambia | – | Marokko | 4:0 (2:0) |
| 04.11.1973 | Lusaka   | Sambia | – | Zaire   | 0:2 (0:2) |
| 18.11.1973 | Kinshasa | Zaire  | – | Sambia  | 2:1 (1:1) |

1 Das Spiel wurde von der FIFA mit 0:2 gewertet, da Marokko nicht mehr antrat.

## Interkontinentales Play-off Europa – Südamerika
| Datum      |             | Ergebnis    |             | Ort      |
| ---------- | ----------- | ----------- | ----------- | -------- |
| 26.09.1973 | Sowjetunion | 0:0         | Chile       | Moskau   |
| 21.11.1973 | Chile       | 2:0 Wertung | Sowjetunion | Santiago |
| Gesamt:    | Sowjetunion | 0:2         | Chile       |          |

Die Sowjetunion trat aufgrund der Ereignisse beim Putsch in Chile 1973, der von der CIA gestützt wurde, nicht zum Rückspiel in Chile an. Vor 30.000 Zuschauern trat allein Chile im Estadio Nacional an und schoss in der ersten Minute das 1:0. Anschließend wurde das „Spiel“ abgebrochen, da mangels teilnehmender sowjetischer Spieler kein Wiederanstoß möglich war. Die FIFA wertete das Spiel mit 2:0, Chile qualifizierte sich damit für die WM-Endrunde.